# Crepidophryne guanacaste
Crepidophryne guanacaste är en groddjursart som beskrevs av Vaughan och Joseph R. Mendelson 2007. Crepidophryne guanacaste ingår i släktet Crepidophryne och familjen paddor. IUCN kategoriserar arten globalt som otillräckligt studerad. Inga underarter finns listade i Catalogue of Life.